# Абакумов, Михаил Георгиевич
Михаи́л Гео́ргиевич Абаку́мов (25 февраля 1948, Коломна, Московская область, РСФСР — 19 июля 2010) — советский художник, народный художник Российской Федерации (2001).

## Биография
С 1964 по 1968 годы учился в Московском художественно-промышленном училище имени М. И. Калинина.
С 1971 по 1977 годы студент художественного факультета Всесоюзного государственного института кинематографии (мастерская профессора И. А. Шпинеля).
В 1983 году — Творческие мастерские АХ СССР под руководством А. П. и С. П. Ткачёвых и А. М. Грицая.
В 1993 году присвоено звание «Заслуженный художник Российской Федерации».
C 2001 года — «Народный художник Российской Федерации»
В 2002 году стал лауреатом премии имени Бялыницкого-Бирули.
С 2003 года — Почётный гражданин города Коломна.
C 2009 года — участник выставок Союза Русских Художников.
C 2010 года — Член-корреспондент Российской академии художеств, Отделение живописи.
Ушёл из жизни после продолжительной болезни.
В 2010 году посмертно удостоен премии имени А. А. Пластова, учреждённой Союзом Русских Художников. 
В пейзажах мастера гармонично соединяются традиции русской реалистической школы и импрессионистическая живость впечатления. Один из любимых мотивов живописца — небеса. Пишет он их, как правило, с натуры, поэтому небо всегда органично связано с землёй и соответствует состоянию природы. Работы находятся в Третьяковской Галерее, в Московском музее современного искусства, во многих региональных музеях, а также в частных коллекциях в России и за рубежом.
В 2013 году в культурном центре «Дом Озерова» открылся музейно-выставочный зал Михаила Абакумова.

## Основные произведения
- Июньский вечер в Коломне
- Крылья весны
- Град золотой
- Идут золотые дожди
- Заснувший сад

## Персональные выставки
С 1982 по настоящее время ежегодные выставки на родине в г. Коломна в выставочных залах «Лига» и «Дом Озерова».

1987 Зарайск. Художественный музей.

1989 Москва. Выставочный зал МООСХ (Крутицкий вал).

1990 Боровск. Картинная галерея.

1990 Вятка. Художественный музей им. В. М. и А. В. Васнецовых.

1990 Рязань. Художественный музей.

1991 Арзамас-16. Картинная галерея.

1992 Нижний Новгород. Выставочный зал Союза художников.

1992 Мичуринск. Дом-музей А. М. Герасимова.

1992 Тамбов. Художественный музей.

1993 Москва. Российская академия художеств.

1993 Санкт-Петербург. Выставочный зал на улице Наличной.

1995 Москва. Кремль.

1996 Москва. Оперный театр «Геликон».

1996 Москва. Центральный дом художника («Пейзажи и храмы России»).

1996 Обнинск. Музей истории города Обнинска.

1996 Воронеж. Выставочный зал Союза художников.

1997 Москва. Центральный дом художника (к 850-летию Москвы).

1997 Республика Индонезия. Русское посольство.

1997 Москва. Индонезийское посольство.

1998 Москва. Центральный дом художника (к 50-летию художника).

1998 Москва. Российская академия художеств.

1998 Щёлково. Картинная галерея.

1999 Москва. Центральный дом художника («Вдали от дорог»).

1999 Вологда. Художественный музей.

1999 Тотьма. Историко-художественный музей.

1999 Великий Устюг. Художественный музей.

1999 Павловский Посад. Картинная галерея.

1999 Ногинск. Картинная галерея.

1999 Кашира. ДК энергетиков.

2000 Италия. Рим. Вилла Абамелек (участие в днях русской культуры по линии МИД России).

2000 Швеция. Гётеборг. Российское консульство. 

2000 Центральный дом художника («Рубежи Отечества»).

2001 Малоярославец, Обнинск, Боровск, Калуга.

2001 Рязань. Выставочный центр «Алина».

2001 Москва. Центральный дом художника («Под северным небом»).

2001 Италия. Неаполь. Королевский дворец.

2002 Центральный дом художника (к 825-летию Коломны).

2002 Москва. Дом национальностей.

2003 Франция, Париж. Русский культурный центр.

2004 Москва. ЦДХ, выставка «Моя деревня».

2004 Москва., выставка в школе акварели С. Н. Андрияки.

2004 Москва. Паломнический центр московского патриархата, выставка «Пейзажи и храмы России».

2004 Вологда. Выставка в арт-галерее «Красный мост».

2004 Ярославль. Выставочный зал союза художников.

2004 Ярославль. Художественное училище (графика).

2004 Франция. Париж. Выставка в Российском культурном центре.

2010 Россия. Коломна. Выставка «Душа хранит» в Центральном выставочном зале Коломны (15 сентября — 15 октября).

2012 Россия. Коломна. Выставка «На родине Михаила Абакумова», Культурный Центр «Дом Озерова», (1 февраля — 11 марта).